# Thyrinteina arnobia
Thyrinteina arnobia là một loài bướm đêm trong họ Geometridae.